# Horacio Pontis
Horacio Guillermo Pontis (Mendoza, 24 de março de 1928 – Mar del Plata, 5 de agosto de 2019) foi um bioquímico, pesquisador e professor universitário argentino.
Pioneiro da biologia molecular vegetal na Argentina e um dos principais bioquímicos do país, Pontis fez expressivas contribuições para a bioquímica. Pontis descobriu os compostos relacionados ao metabolismo de carboidratos, as enzimas envolvidas, os mecanismos regulatórios associados e as relações com as respostas fisiológicas ao estresse. 
Pontis conduziu estudos pioneiros sobre o metabolismo de frutanos em plantas mono e dicotiledôneas e as enzimas que sintetizam a sacarose.

## Biografia
Pontis nasceu na cidade de Mendoza em 1928. Era filho de Enrique Alberto Pontis e Maria Rosa Videla Arroyo. Os estudos primários foram concluídos em Mendoza e os secundários no Liceo Militar General San Martin. Terminado o ensino básico, Pontis ingressou no curso de química da Universidade de Buenos Aires em 1947, formanado-se em 1951.
Seu interesse inicial era em física nuclear, mas no terceiro ano de curso, o professor Venancio Deulofeu o convidou para trabalhar com química orgânica em seu laboratório. Inicialmente o tema não o atraiu, mas o levou a trabalhar com química vegetal, levando a uma pós-graduação. Em 1953, defendeu o doutorado em química sob a orientação do professor Deulofeu. O doutorado lhe mostrou que seu verdadeiro objetivo era na pesquisa científica.

## Carreira
Como aluno de pós-doutorado, começou a estudar bioquímica com o laureado pelo Nobel de Química de 1970, Luis Federico Leloir, na antiga Fundação Instituto Campomar hoje o Instituto Leloir. Seu trabalho com Leloir o levou a pesquisar sobre carboidratos, fosfatos e nucleotídeos de açúcar. Com bolsa do British Council, Pontis partiu para o Departamento de Química da Universidade de Durham e depois para a Universidade de Newcastle, ambas no Reino Unido, onde pode trabalhar no isolamento de novos nucleotídeos, levando posteriormente esse conhecimento para a Argentina.
No final da década de 1950, Pontis estagiou no Instituto Karolinska, na Suécia, onde se aprofundou em enzimologia sob a supervisão de Peter Reichard (1925–2018). Após seu retorno à Argentina em 1960, Horacio começou seu trabalho no campo da bioquímica vegetal. Ele se interessava principalmente pelo metabolismo da frutose e do frutano em sua busca para encontrar um nucleotídeo da frutose que pudesse ser o doador para a construção de cadeias poliméricas, de acordo com o que se acreditava na época.
Foi então que ele descobriu o primeiro nucleotídeo de frutose, uridina-difosfato frutose, juntamente com uma uridina-difosfato acetilgalactosamina de tubérculos de dália. Essa mesma linha de pensamento o inspirou a sintetizar frutofuranose-2-fosfato e frutopiranose-2-fosfato, que se tornaram os primeiros fosfatos de açúcar com o grupo fosfato ligado ao grupo hidroxila hemiacetal. Suas descobertas em culturas de tecidos de cenoura lançaram as bases para mostrar que a sacarose tinha um papel central para o metabolismo vegetal, além de ser uma fonte de carbono comparável a uma molécula reguladora.
Em 1962, com sua primeira esposa, nasceu seu filho Eric e depois Cristina. Um dia, em 1965, no laboratório Leloir lhe disse que havia sido convidado para ir a Bariloche, onde se formava uma nova instituição de pesquisa, Fundación Bariloche, e sugeriu seu nome para substitui-lo. Em meados da década de 1960, Pontis passou dois anos no Instituto de Química Biológica da Universidade de Copenhague, na Dinamarca, no laboratório de Agnete Munch-Petersen (1917 - 2004). Lá, ele compartilhou suas habilidades no uso de técnicas cromatográficas para a separação de fosfatos de açúcar e nucleotídeos de açúcar.
A Fundación Bariloche acabou fechada em 1976 devido à ditadura militar argentina, que o obrigou a transferir os equipamentos e as pesquisas para o departamento de biologia que o aceitasse. Pontis conseguiu levar seu trabalho para a Universidade Nacional de Mar del Plata, recém-criada e próxima à uma região agrícola na costa argentina. Nesta universidade, Pontis formou alguns dos principais bioquímicos argentinos.

## Homenagem
Em 10 de dezembro de 2018, a Universidade Nacional de Mar del Plata, lhe outorgou o título de professor emérito da instituição por sua contribuição para a pesquisa científica, pela formação de profissionais e fundação de novos institutos de pesquisa no país.

## Morte
Pontis morreu em 5 de agosto de 2019, em sua casa em Mar del Plata, aos 91 anos.